# Thore Perske
Thore Perske (* 25. Juli 1999 in Bingen am Rhein) ist ein deutscher Schachspieler.

## Leben
Thore Perske war Schüler des Sebastian-Münster-Gymnasiums in Ingelheim am Rhein.

## Erfolge
Die Schachkarriere von Thore Perske begann im Alter von acht Jahren bei den Schachfreunden Heidesheim.
Erste nationale Erfolge feierte er 2012 mit dem Gewinn der Rheinland-Pfalz-Meisterschaft in der Altersklasse U12 sowie 2014 mit dem Gewinn der Deutschen Meisterschaft U14.
Als Teil des deutschen Teams gewann er 2015 die von der ECU ausgetragene Jugend-Mannschafts-Europameisterschaft. 2017 konnte der Erfolg bei der Jugend-EM in Rymanów-Zdroj (Polen) mit einem erneuten Sieg wiederholt werden.
Seit 2017 trägt Perske den Titel Internationaler Meister (IM), die erforderlichen Normen erfüllte er bei der Offenen Internationalen Bayerischen Meisterschaft 2014 in Bad Wiessee, beim Neckar-Open 2015 in Deizisau und beim Böblinger Open 2016.
Als Vereinsspieler war Thore Perske bis 2019 für den SV 1920 Hofheim aktiv, unter anderem von 2017 bis 2019 in der 1. Bundesliga. In der Saison 2019/21 spielt er für die Schachfreunde Berlin. In Belgien spielt Perske seit 2018 für die Schachfreunde Wirtzfeld.
| Hier fehlt eine Grafik, die leider im Moment aus technischen Gründen nicht angezeigt werden kann. Wir arbeiten daran! |